# 章德皇后 (後周)
章德皇后（？—？），王姓，名不详，後周慶祖郭簡妻。
王氏事跡不詳，只知她嫁與後周慶祖及生後周太祖郭威，或说，王氏早年嫁常氏，携郭威改嫁郭简。王氏早逝世，郭威由她的姐妹韩氏抚养长大。後來王氏贈封燕國夫人。廣順元年（951年）五月，郭威即位，追尊王氏諡號為章德皇后。